# Ортеле
Ортеле (итал. Ortelle) је насеље у Италији у округу Лече, региону Апулија.
Према процени из 2011. у насељу је живело 1009 становника. Насеље се налази на надморској висини од 98 м.

## Географија
| Клима (Ортеле)             | Клима (Ортеле) | Клима (Ортеле) | Клима (Ортеле) | Клима (Ортеле) | Клима (Ортеле) | Клима (Ортеле) | Клима (Ортеле) | Клима (Ортеле) | Клима (Ортеле) | Клима (Ортеле) | Клима (Ортеле) | Клима (Ортеле) | Клима (Ортеле) |
| Показатељ \ Месец          | .Јан.          | .Феб.          | .Мар.          | .Апр.          | .Мај.          | .Јун.          | .Јул.          | .Авг.          | .Сеп.          | .Окт.          | .Нов.          | .Дец.          | .Год.          |
| -------------------------- | -------------- | -------------- | -------------- | -------------- | -------------- | -------------- | -------------- | -------------- | -------------- | -------------- | -------------- | -------------- | -------------- |
| Средњи максимум, °C (°F)   | 12,4 (54,3)    | 13,0 (55,4)    | 14,8 (58,6)    | 18,1 (64,6)    | 22,6 (72,7)    | 27,0 (80,6)    | 29,8 (85,6)    | 30,0 (86)      | 26,4 (79,5)    | 21,7 (71,1)    | 17,4 (63,3)    | 14,1 (57,4)    | 30 (86)        |
| Средњи минимум, °C (°F)    | 5,6 (42,1)     | 5,8 (42,4)     | 7,3 (45,1)     | 9,6 (49,3)     | 13,3 (55,9)    | 17,2 (63)      | 19,8 (67,6)    | 20,1 (68,2)    | 17,4 (63,3)    | 13,7 (56,7)    | 10,1 (50,2)    | 7,3 (45,1)     | 5,6 (42,1)     |
| Количина падавина, mm (in) | 80 (31,5)      | 60 (23,6)      | 70 (27,6)      | 40 (15,7)      | 29 (11,4)      | 21 (8,3)       | 14 (5,5)       | 21 (8,3)       | 53 (20,9)      | 96 (37,8)      | 109 (42,9)     | 83 (32,7)      | 676 (266,2)    |
| [ тражи се извор ]         |                |                |                |                |                |                |                |                |                |                |                |                |                |

## Становништво
| 1931. | 1936. | 1951. | 1961. | 1971. | 1981. | 1991. | 2001. | 2011. |
| ----- | ----- | ----- | ----- | ----- | ----- | ----- | ----- | ----- |
| 2.197 | 2.310 | 2.511 | 2.641 | 2.637 | 2.554 | 2.520 | 2.489 | 2.359 |